# Thomas Mayer (Journalist)
Thomas Mayer (* 1962 in Baden) ist ein österreichischer Journalist und gehört der Gründungsredaktion der Tageszeitung Der Standard an.

## Leben
Mayer wuchs in Tirol und im Burgenland auf.
Ab 1982 studierte er Philosophie und Literatur in Graz.
Ab 1984 war er als Journalist für den Falter und von 1986 bis 1987 für die Kleine Zeitung tätig. 1988 gehörte er zur Gründungsredaktion der Tageszeitung Der Standard. Zurzeit ist er leitender Redakteur beim Standard für EU/NATO in Brüssel.

## Publikationen
- Frei in Europa: Österreich rückt ins Zentrum eines turbulenten Kontinents, Styria premium, 2014 ISBN 978-3-222-13460-9

## Auszeichnungen
- 1990: Staatspreis für Wissenschaftspublizistik, Wien[4]
- 2001: Premio Napoli, Europäischer Publizistik-Preis[5]